# Гемптон (Арканзас)
Гемптон (англ. Hampton) — місто (англ. city) в США, в окрузі Калгун штату Арканзас, адміністративний центр округу. Населення — 1181 особа (2020).

## Географія
Гемптон розташований на висоті 61 метр над рівнем моря за координатами 33°32′10″ пн. ш. 92°27′58″ зх. д. / 33.53611° пн. ш. 92.46611° зх. д. (33.536238, -92.466023).  За даними Бюро перепису населення США в 2010 році місто мало площу 7,80 км², уся площа — суходіл.

## Демографія
Згідно з переписом 2010 року, у місті мешкали 1324 особи в 573 домогосподарствах у складі 349 родин. Густота населення становила 170 осіб/км².  Було 687 помешкань (88/км²). 
Расовий склад населення:
| - 66,5 % — білих - 29,8 % — чорних або афроамериканців - 0,1 % — корінних американців - 2,5 % — осіб інших рас |

До двох чи більше рас належало 1,1 %. Іспаномовні складали 4,2 % від усіх жителів.
За віковим діапазоном населення розподілялося таким чином: 24,5 % — особи молодші 18 років, 57,0 % — особи у віці 18—64 років, 18,5 % — особи у віці 65 років та старші. Медіана віку мешканця становила 41,7 року. На 100 осіб жіночої статі у місті припадало 90,5 чоловіків;  на 100 жінок у віці від 18 років та старших — 88,8 чоловіків також старших 18 років.
Середній дохід на одне домашнє господарство  становив 38 836 доларів США (медіана — 26 222), а середній дохід на одну сім'ю — 50 985 доларів (медіана — 45 855). Медіана доходів становила 45 104 долари для чоловіків та 21 585 доларів для жінок. За межею бідності перебувало 20,6 % осіб, у тому числі 37,2 % дітей у віці до 18 років та 12,7 % осіб у віці 65 років та старших.
Цивільне працевлаштоване населення становило 519 осіб. Основні галузі зайнятості: виробництво — 27,7 %, освіта, охорона здоров'я та соціальна допомога — 15,4 %, роздрібна торгівля — 13,7 %.
За даними перепису населення 2000 року в Гемптоні проживало 1579 осіб, 402 родини, налічувалося 619 домашніх господарств і 699 житлових будинків. Середня густота населення становила близько 202 осіб на один квадратний кілометр. Расовий склад Гемптона за даними перепису розподілився таким чином: 66,18% білих, 32,05% — чорних або афроамериканців, 0,06% — корінних американців, 0,63% — представників змішаних рас, 1,08% — інших народів. Іспаномовні склали 1,39% від усіх жителів міста.
З 619 домашніх господарств в 30,5% — виховували дітей віком до 18 років, 44,3% представляли собою подружні пари, які спільно проживали, в 17,6% сімей жінки проживали без чоловіків, 34,9% не мали сімей. 32,8% від загального числа сімей на момент перепису жили самостійно, при цьому 13,9% склали самотні літні люди у віці 65 років та старше. Середній розмір домашнього господарства склав 2,36 особи, а середній розмір родини — 2,99 особи.
Населення міста за віковим діапазоном за даними перепису 2000 року розподілилося таким чином: 25,0% — жителі молодше 18 років, 7,5% — між 18 і 24 роками, 25,0% — від 25 до 44 років, 22,5% — від 45 до 64 років і 19,9% — у віці 65 років та старше. Середній вік мешканця склав 40 років. На кожні 100 жінок в Гемптоні припадало 79,2 чоловіків, у віці від 18 років та старше — 74,9 чоловіків також старше 18 років.
Середній дохід на одне домашнє господарство в місті склав 25 057 доларів США, а середній дохід на одну сім'ю — 29 948 доларів. При цьому чоловіки мали середній дохід в 29 375 доларів США на рік проти 18 583 долара середньорічного доходу у жінок. Дохід на душу населення в місті склав 15 489 доларів на рік. 19,7% від усього числа сімей в окрузі і 22,9% від усієї чисельності населення перебувало на момент перепису населення за межею бідності, при цьому 30,3% з них були молодші 18 років і 20,7% — у віці 65 років та старше.